# Lasioglossum asteria
Lasioglossum asteria är en biart som beskrevs av Ebmer 1978. Lasioglossum asteria ingår i släktet smalbin, och familjen vägbin. Inga underarter finns listade i Catalogue of Life.